# Joan Harrison (natation)
Pour les articles homonymes, voir Joan Harrison et Harrison.
Joan Cynthia Harrison, née le 29 novembre 1935 à East London et morte le 20 mai 2025, est une nageuse sud-africaine.

## Biographie
Aux Jeux olympiques d'été de 1952 à Helsinki, Joan Harrison est sacrée championne olympique sur 100 mètres dos, et termine quatrième de la finale du 100 mètres nage libre.
Elle entre à l'International Swimming Hall of Fame en 1982.